# Acuzio
Acuzio  è un nome proprio di persona italiano maschile.

## Varianti
- Femminili: Acuzia[2]

### Varianti in altre lingue
- Catalano: Acuci[3]
- Latino: Acutius[1]
- Polacco: Akucjusz
- Spagnolo: Acucio[3]

## Origine e diffusione
Nome di scarsissima diffusione in Italia, derivato dal latino Acutius, dall'etimologia non del tutto certa; potrebbe essere basato sull'aggettivo acutus ("acuto", "aguzzo"), oppure essere una variante di Aconzio, nome classico tratto dal greco ακοντιος (akontios, "giavellotto").

## Onomastico
L'onomastico ricorre il 18 ottobre in memoria di sant'Acuzio, martire a Pozzuoli nel IV secolo sotto Diocleziano, assieme ai santi Desiderio, Eutiche, Festo, Gennaro, Procolo e Sossio, i sette cosiddetti martiri puteolani.

## Persone
- Acuzio Rufo, citato nel De bello civili di Gaio Giulio Cesare

### Variante femminile Acuzia
- Acuzia, nobildonna romana